# シルヴァン・ディスタン
シルヴァン・ディスタン（Sylvain Distin, 1977年12月16日 - ）は、フランス・セーヌ＝サン＝ドニ県バニョレ出身のサッカー選手。ポジションは、センターバック及び左サイドバック。

## 経歴

### クラブ

#### フランス
バニョレに生まれ、パリ・サンジェルマンFCの下部組織で育成されたが、問題児のために追い出されたディスタンは、4部に相当するフランスアマチュア選手権のUSジュエ＝レ＝トゥールに渡り、トゥールFCで26試合3得点を記録した後、2部のFCグーニョンで初プロ契約を締結し、キャリア初タイトルとなるクープ・ドゥ・ラ・リーグを獲得する。グーニョンでの活躍からユース時代を過ごした1部のパリ・サンジェルマンへの移籍を勝ち取るが、公式戦35試合に出場後に僅か1季で期限付き移籍へ出された。

## 個人成績

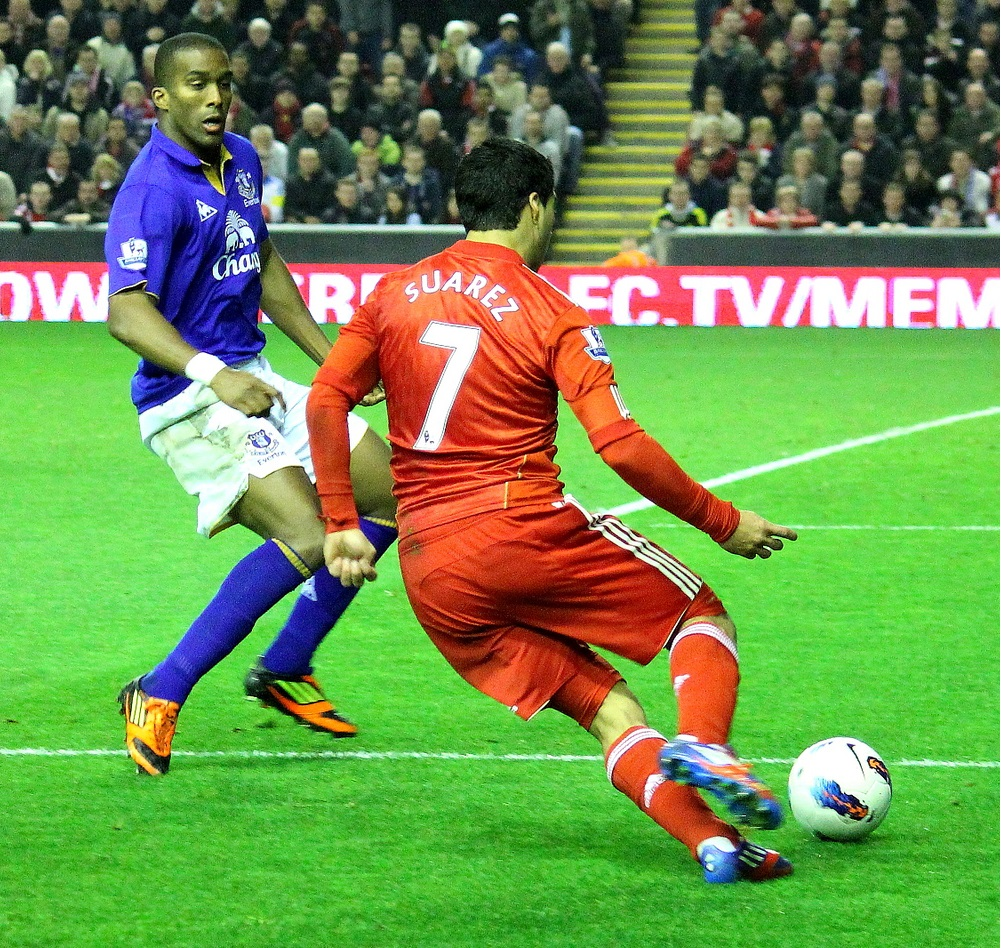
2012年3月13日、プレミアリーグのリヴァプールFC戦にてエヴァートンFCでプレーするディスタン (中央青)

#### ニューカッスル
イングランド1部のボルトン・ワンダラーズFCからのオファーを拒否し、2001年9月11日に同1部のニューカッスル・ユナイテッドFCへ期限付き移籍をする。本職がセンターバックだったものの、ニューカッスルではボビー・ロブソン監督が同位置のレギュラーにニコス・ダビザスとアンディ・オブライエンを据えることを好んでいたため、左サイドバックに起用されてサイモン・エリオットともポジション争いをしていた。

#### マンチェスター・シティ

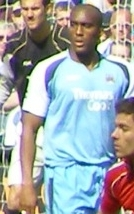
マンチェスター・シティFCでのディスタン

ニューカッスルへの期限付き移籍終了後、当初はニューカッスルへの完全移籍を希望していたものの、現役引退したスチュアート・ピアースの後釜として2002年5月19日に移籍金400万ポンドで同1部のマンチェスター・シティFCと4年契約を締結した。加入1季目ながらリチャード・ダンとコンビを組んでの安定したパフォーマンスからクラブの年間最優秀選手に選出され、アリ・ベナルビア退団後は主将も務めた。
その後もチームの不可欠な選手として安定した活躍を見せていたことから常に他クラブから注目を集めており、2005年1月には前所属のニューカッスルから移籍金500万ポンドのオファーやローラン・ロベールとの交換が提示されたが、いずれもマンチェスター・シティ側が拒否していた。しかし、2005-06シーズン終了後の契約延長の話に応じるなかったこともあり、2006年8月にガレス・サウスゲートの後釜を探すミドルズブラFCからのオファーを受け入れクラブ間合意に達するが、今度はディスタン本人が拒否したことで残留となり、2006-07シーズン終了後の2007年5月22日に新たな挑戦を求めるために退団を発表した。

#### ポーツマス
2007年5月23日に自由契約選手として同1部のポーツマスFCと3年契約を締結。ポーツマスでは、ハリー・レドナップ監督によって副主将に任命され、負傷離脱していたソル・キャンベルの代わりにチームを牽引し、フラットン・パークでの最初のシーズンにイングランドに渡って以降初タイトルとなるFAカップを獲得。主将でありコンビを組んでいたキャンベル退団後は、新主将に任命されている。

#### エヴァートン
2009年8月28日にジョリオン・レスコットの後釜として移籍金530万ポンドでエヴァートンFCと3年契約を締結する。エヴァートンでは背番号15を渡され、早速8月30日のウィガン・アスレティックFC戦 (2-1) で初出場を飾り、9月17日のギリシャ1部AEKアテネとのUEFAヨーロッパリーグ 2009-10で移籍後初得点を挙げ、2010年2月16日の同大会スポルティング・クルーベ・デ・ポルトゥガル戦 (2-0) でエヴァートンでの2得点目を挙げた。しかし、同試合では、ジャック・ロドウェルからの普通のバックパスをペナルティーエリアでトラップミスしてしまい、それをリエジソンに奪われると、さらにリエジソンがシュートを放つさいに倒してしまったことでペナルティーキックを与え、さらに自身はレッドカードで退場する大失態を犯した。このような失態をする場面が見られたものの、負傷で長期離脱のフィル・ジャギエルカ、ミッドフィルダーの相次ぐ負傷離脱から中盤も務めていたヨニー・ハイティンハ、低調なジョゼフ・ヨボとルーカス・ニール（なお、ニールは1年も経たずにガラタサライSKへ放出されている）により、なかなかメンバーを固定出来ない右センターバックとは違い、左センターバックの主軸として29試合に出場し、レスコットの穴を見事に埋めた。
翌プレミアリーグ2010-11シーズンは、負傷がちのマルアン・フェライニのために中盤を務めることになったハイティンハの代わりとして、負傷から復帰したジャギエルカとコンビを組んでリーグ戦全38試合に出場。2011年11月16日のリヴァプールFCとのマージーサイド・ダービーで後半開始早々にコーナーキックから頭でリーグ戦初得点を挙げ、5月7日の古巣マンチェスター・シティ戦で同点弾を挙げている。
2011-12シーズンは、2012年1月15日のボルトン・ワンダラーズFC戦でGKティム・ハワードの100ヤードもの得点をアシストしており、プレミアリーグ創設以後で4番目となるGKの得点に関与した。4月14日のリヴァプールとのFAカップ準決勝でまたしても普通のバックパスの処理をミスしてしまい、ルイス・スアレスに決められ、1-2で敗退したことでファンにTwitterで謝罪した。このようなミスが見られたものの、全体的に安定したパフォーマンスからクラブの年間最優秀選手に選出され、5月25日に契約を1年延長した。2013年1月24日には、さらに契約を2014年夏までの1年延長し、2月のキャロウ・ロードでのノリッジ・シティFC戦で英国以外の外国人選手として初のリーグ出場数400試合を達成した。2013-14シーズンは、長く指導を受けたデイヴィッド・モイーズ監督からロベルト・マルティネス監督に交代し、若手ジョン・ストーンズの加入があったものの、ジャギエルカと強力なコンビを築いたことが評価され、2014年1月19日に契約を1年延長しており、最後まで定位置を守り切ってチームを勝ち点72での5位で終わらせることに貢献した。36歳ながらも衰えを見せないパフォーマンスは、10歳若い選手のようにプレーすると記述され、マルティネス監督からは、「フランスで彼よりも優れた左センターバックが存在するとは考えられない。フランス代表を見ても同様だね」と称賛された。

#### AFCボーンマス
2015年7月1日、プレミアリーグに昇格したAFCボーンマスへ移籍。契約期間は1年。

### 代表
2003年に逝去したマルク＝ヴィヴィアン・フォエへの追悼試合で、11月に友情チームとしてカメルーン代表と試合した。
フランス代表の他、父親がグアドループ出身のためにFIFA未加盟のグアドループ代表でプレーする資格を保持しており、グアドループサッカー連盟から2011 CONCACAFゴールドカップへの参加が持ちかけられたが、クラブでの日課に影響が出るために拒否した。
2014年5月14日にフランス代表の2014 FIFAワールドカップへの登録メンバーが発表された後、Twitter上で「出場は0だったが、素晴らしい経験だった」と冗談めかして国際試合から引退することを発表した。

## タイトル

### クラブ
FCグーニョン
- クープ・ドゥ・ラ・リーグ : 1999-2000

ポーツマスFC
- FAカップ : 2007-08

## 個人成績[36]
| クラブ               | シーズン | リーグ戦 | リーグ戦 | カップ戦 | カップ戦 | リーグカップ戦 | リーグカップ戦 | 欧州カップ戦 | 欧州カップ戦 | 期間通算 | 期間通算 |
| クラブ               | シーズン | 出場     | 得点     | 出場     | 得点     | 出場           | 得点           | 出場         | 得点         | 出場     | 得点     |
| -------------------- | -------- | -------- | -------- | -------- | -------- | -------------- | -------------- | ------------ | ------------ | -------- | -------- |
| ジュエ＝レ＝トゥール | 1997-98  | 32       | 4        | -        | -        | -              | -              | -            | -            | 32       | 4        |
| ジュエ＝レ＝トゥール | 通算     | 32       | 4        | -        | -        | -              | -              | -            | -            | 32       | 4        |
| トゥール             | 1998-99  | 26       | 3        | -        | -        | -              | -              | -            | -            | 26       | 3        |
| トゥール             | 通算     | 26       | 3        | -        | -        | -              | -              | -            | -            | 26       | 3        |
| グーニョン           | 1999-00  | 32       | 1        | -        | -        | -              | -              | -            | -            | 32       | 1        |
| グーニョン           | 通算     | 32       | 1        | -        | -        | -              | -              | -            | -            | 32       | 1        |
| パリ・サンジェルマン | 2000-01  | 28       | 0        | -        | -        | -              | -              | 10           | 0            | 38       | 0        |
| パリ・サンジェルマン | 通算     | 28       | 0        | -        | -        | -              | -              | 10           | 0            | 38       | 0        |
| ニューカッスル・U    | 2001-02  | 28       | 0        | 5        | 0        | 2              | 0              | 0            | 0            | 35       | 0        |
| ニューカッスル・U    | 通算     | 28       | 0        | 5        | 0        | 2              | 0              | 0            | 0            | 35       | 0        |
| マンチェスター・C    | 2002-03  | 34       | 0        | 1        | 0        | 1              | 0              | 0            | 0            | 36       | 0        |
| マンチェスター・C    | 2003-04  | 38       | 2        | 5        | 1        | 2              | 0              | 5            | 0            | 50       | 3        |
| マンチェスター・C    | 2004-05  | 38       | 1        | 1        | 0        | 2              | 0              | 0            | 0            | 41       | 1        |
| マンチェスター・C    | 2005-06  | 31       | 0        | 4        | 0        | 1              | 0              | 0            | 0            | 36       | 0        |
| マンチェスター・C    | 2006-07  | 37       | 2        | 5        | 0        | 1              | 0              | 0            | 0            | 43       | 2        |
| マンチェスター・C    | 通算     | 178      | 5        | 16       | 1        | 7              | 0              | 5            | 0            | 206      | 6        |
| ポーツマス           | 2007-08  | 36       | 0        | 6        | 0        | 3              | 0              | 0            | 0            | 45       | 0        |
| ポーツマス           | 2008-09  | 38       | 0        | 3        | 0        | 1              | 0              | 5            | 0            | 47       | 0        |
| ポーツマス           | 2009-10  | 3        | 0        | 0        | 0        | 0              | 0              | 0            | 0            | 3        | 0        |
| ポーツマス           | 通算     | 77       | 0        | 9        | 0        | 4              | 0              | 5            | 0            | 95       | 6        |
| エヴァートン         | 2009-10  | 29       | 0        | 1        | 0        | 2              | 0              | 6            | 2            | 37       | 2        |
| エヴァートン         | 2010-11  | 38       | 2        | 4        | 0        | 2              | 0              | 0            | 0            | 44       | 2        |
| エヴァートン         | 2011-12  | 27       | 0        | 5        | 0        | 1              | 0              | -            | -            | 33       | 0        |
| エヴァートン         | 2012-13  | 34       | 0        | 5        | 0        | 1              | 0              | -            | -            | 40       | 1        |
| エヴァートン         | 2013-14  | 33       | 0        | 2        | 0        | 2              | 0              | -            | -            | 37       | 1        |
| エヴァートン         | 通算     | 161      | 2        | 17       | 0        | 8              | 1              | 6            | 2            | 192      | 5        |
| 総通算               | 総通算   | 495      | 15       | 40       | 1        | 18             | 0              | 26           | 2            | 579      | 18       |

2014年5月11日時点。
- 2008-09シーズンのコミュニティー・シールドの成績は含まず。